# Георги Франдзес
Георги Сфрандзес или Франдзес (на гръцки: Γεώργιος Φραντζής) (30 август 1401, Константинопол - след 1478, остров Корфу) е византийски историк, дворцов сановник, държавник и дипломат при императорите Мануил II Палеолог и Константин XI Палеолог. Осъществява дипломатически мисии в Грузия, Трапезунд, Морея, на Егейските острови и при османците. През 1432 г. е назначен за управител на Патра, а през 1446 г. и на Мистра. През 1432 г. е удостоен с титлата протоспатарий. Намира се в Константинопол, когато османците превземат града, и през 1453-1454 година е в техен пленник. Освободен е и постъпва на служба при пелопонеския деспот Тома Палеолог. Последователно посещава някои градове на Апенините (Рим, Анкона, Витербо), на Йонийските острови и в Сърбия. Към края на живота си приема монашество и завършва живота си около 1477/1478 г. в манастир на остров Керкира (Корфу).
Хрониката на Сфранцес („Мемоари“) обхваща периода 1413-1477 година, основана на неговия дневник, съдържа достоверна информация.